# Pasho
Pasho también transliterada como Baxoi (en tibetano, དཔའ་ཤོད་རྫོང་།; wylie, mtsho gnyis rdzong; en chino, 八宿县; pinyin, Bāsù xiàn)  es un condado bajo la administración directa de la Prefectura Chamdo en la Región autónoma del Tíbet, República Popular China. Su área es 12 323 km² y su población total para 2010 fue cercana a los 40 mil habitantes.

## Administración
El condado de Pasho se divide en 14 pueblos que se administran en 4 poblados y 10 villas.